# Operação Active Endeavour
A Operação Active Endeavour foi uma operação marítima da Organização do Tratado do Atlântico Norte (OTAN). Operou no Mar Mediterrâneo e foi projetada para prevenir o movimento de terroristas ou armas de destruição em massa. Teve benefícios colaterais na segurança reforçada do transporte marítimo em geral. Foi uma das primeiras ações militares tomadas pela OTAN em resposta à invocação do Artigo 5 do Tratado do Atlântico Norte, que prevê a defesa coletiva e a primeira operação realizada pela Aliança em aplicação direta da cláusula de defesa do Tratado. Em novembro de 2016, foi substituída pela Operação Sea Guardian, uma operação não relacionada ao Artigo 5.